# Ioug
La rivière Ioug (en russe : Юг) est un cours d'eau de la partie européenne de la Russie et un affluent de la Dvina septentrionale. 

## Géographie
Elle est longue de 574 km et draine un bassin de 35 600 km2. 
La Ioug prend sa source près de Nikolsk, dans l'oblast de Vologda, et s'écoule selon une direction générale sud-nord. Les rivières Ioug et Soukhona joignent leurs eaux près de Veliki Oustioug pour former la Dvina septentrionale. Son débit moyen atteint 292 m3/s, mesuré à 35 km de son point de confluence avec la Soukhona. 

## Affluents
- L'affluent le plus important est la Louza, provenant de droite.
- Autres tributaires : 
  - la Poujma (rive droite)
  - la Charjenga (rive gauche)
  - la Kitchmenga (rive gauche)

## Hydrométrie - Les débits à Gavrino
Le débit de la rivière a été observé pendant 53 ans (entre 1936 et 1988) à Gavrino, localité située à quelque 35 kilomètres en amont de son confluent avec la Soukhona, c'est-à-dire du lieu de formation de la Dvina septentrionale. 
À Gavrino, le débit annuel moyen ou module observé sur cette période était de 290 m3/s pour une surface de drainage de plus ou moins 34 800 km2, soit près de 98 % de la totalité du bassin versant de la rivière. La lame d'eau d'écoulement annuel dans le bassin se montait de ce fait à 263 millimètres, ce qui peut être considéré comme moyennement élevé.
Le débit moyen mensuel observé en mars (minimum d'étiage) est de 61,1 m3/s, soit à peine 4,5 % du débit moyen du mois de mai (1 381 m3/s), ce qui souligne la très forte amplitude des variations saisonnières. Sur la durée d'observation de 53 ans, le débit mensuel minimal a été de 30,0 m3/s (en janvier 1967), tandis que le débit mensuel maximal s'élevait à 2 720 m3/s (mai 1974).